# Las Flores (Sonora)
Las Flores o a veces nombrada Gerocoa, es una localidad rural perteneciente al Municipio de Álamos ubicada en el sureste del estado mexicano de Sonora cercana a los límites divisorios con los estados de Chihuahua y Sinaloa. Según los datos del Censo Poblacional y de Vivienda realizado en 2020 por el Instituto Nacional de Estadística y Geografía (INEGI), Las Flores (Gerocoa) tiene un total de 81 habitantes. La población comparte nombre con dos localidades vecinas: Gerocoa (Las Canillas) y Gerocoa Chico (Los Plátanos).